# 羅斯614
羅斯614（Ross 614），也稱為麒麟座V577，是一顆紅矮星，是麒麟座雙星系統的主星，屬於鯨魚座UV耀星。這顆恆星的視星等約為11等，儘管它是距離太陽最近的恆星之一，但是肉眼是看不見的。
羅斯614系統是距離太陽最近的雙星系統之一，估計距離約為13.3光年。由於羅斯614距離地球相當近，因此經常成為天文學家研究的對象。

## 雙星

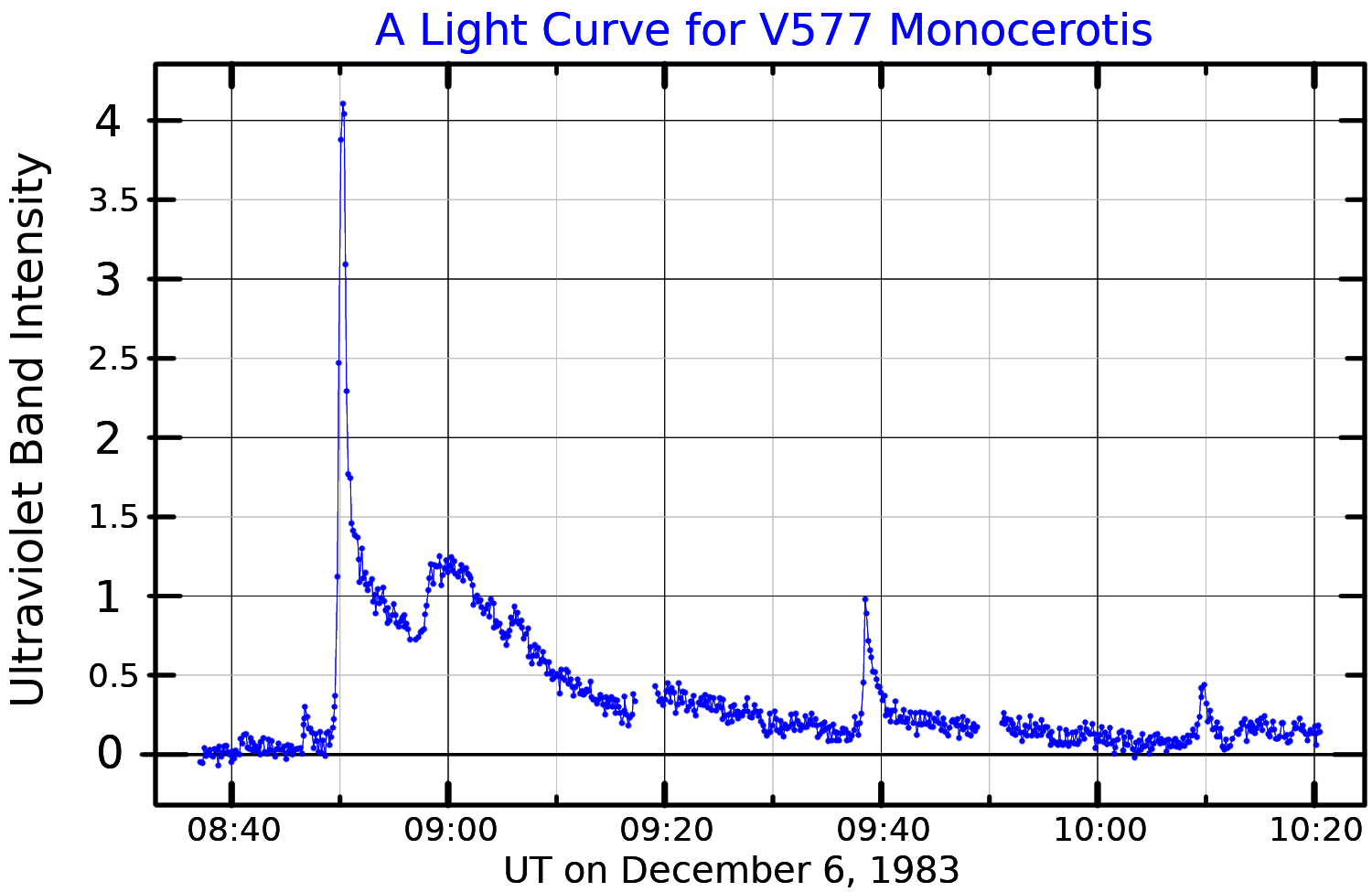
羅斯614的測光系統光變曲線, 由Pettersen及Sundland校正 (1991)

羅斯614雙星系統由兩顆間隔很近的低質量紅矮星組成，伴星的視星等為14等。
喬治·蓋特伍德（George Gatewood）在2003年進行的一項研究，使用之前的數據及依巴谷衛星的數據得出雙星系統公轉軌道周期為16.6年，半長軸為1.1 角秒（2.4–5.3 AU）。2022年的一項研究結合了徑向速度、天體測量和成像的數據，發現軌道周期約16.6年、半長軸為4.2 AU，伴星的質量僅為木星的94.8倍。